# Passarela do Caranguejo

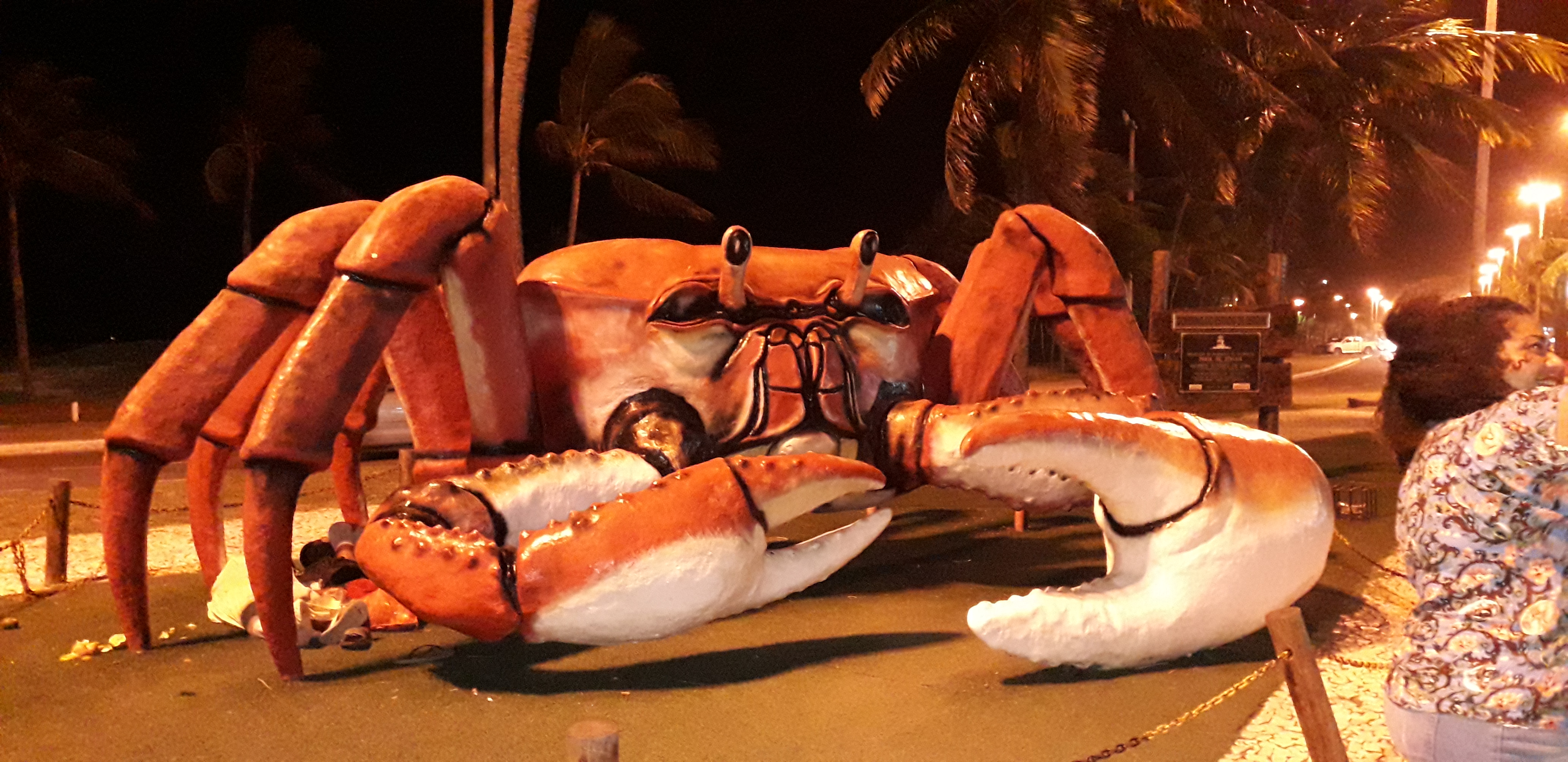
Imagens noturnas da Avenida Santos Dumont, ao fundo a praia de Atalaia.

A Passarela do Caranguejo, é uma calçada e corredor gastronômico, localizada na Orla da Atalaia, em Aracaju, no estado de Sergipe, Brasil.
É considerada um ponto turístico, e pólo gastronômico. 

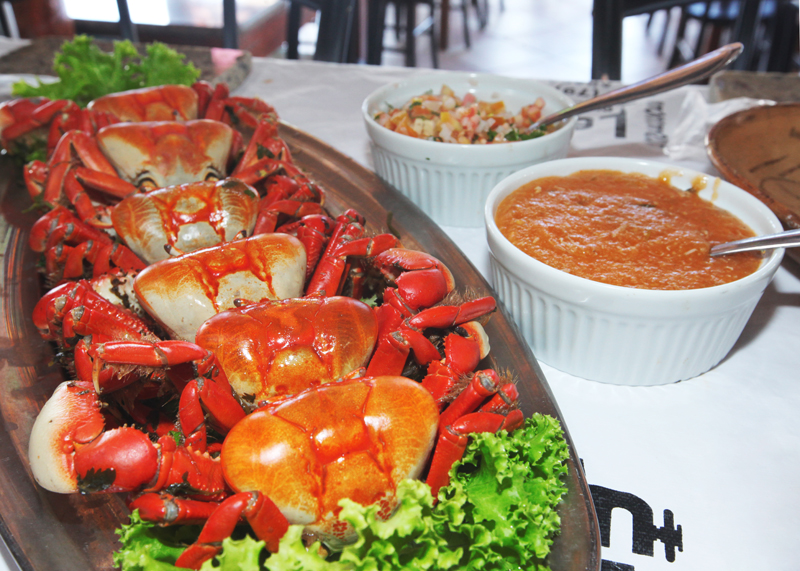
O caranguejo é uma das comidas típicas de Sergipe. O prato é tão apreciado, que deu nome à “Passarela do Caranguejo”.

A área conta com bares e restaurantes que oferecem cardápios bem variados aos clientes.
 

É considerada o principal ponto de encontro no Réveillon, quando os bares e restaurantes realizam programações especiais para a virada do ano.

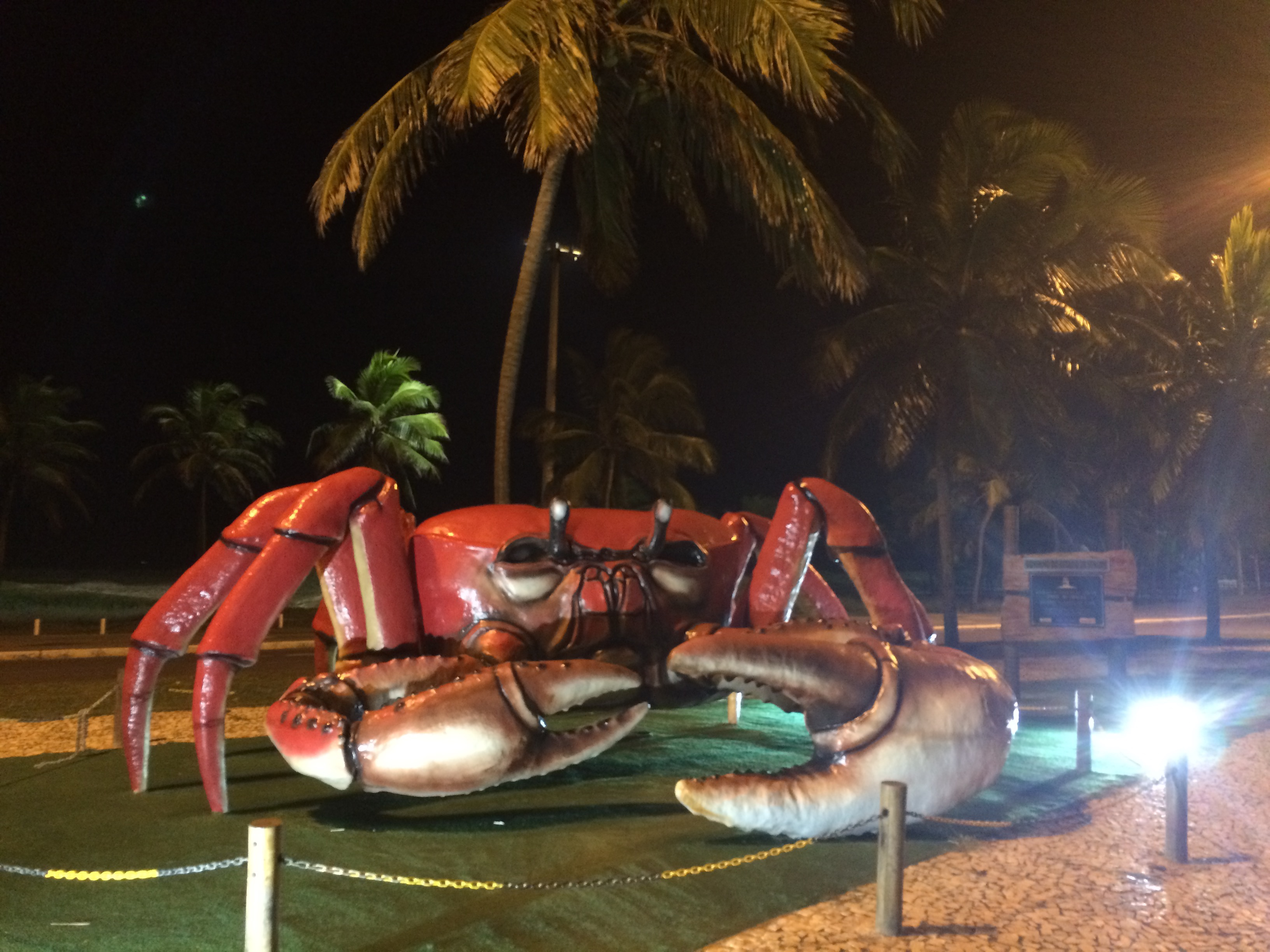
Escultura conhecida como o ‘Caranguejo Gigante’.